# Joris Daudet
Joris Nathan Daudet (Saintes, 12 de febrero de 1991) es un deportista francés que compite en ciclismo en la modalidad de BMX.
Participó en cuatro Juegos Olímpicos de Verano, entre los años 2012 y 2024, obteniendo una medalla de oro en París 2024 y el séptimo lugar en Tokio 2020.
Ganó doce medallas en el Campeonato Mundial de Ciclismo BMX entre los años 2010 y 2024, y dos medallas de oro en el Campeonato Europeo de Ciclismo BMX, en los años 2011 y 2017.
En los Juegos Europeos de Bakú 2015 obtuvo una medalla de oro en la carrera masculina.

## Sigma internacional
| Juegos Olímpicos   | Juegos Olímpicos             | Juegos Olímpicos  | Juegos Olímpicos |
| Año                | Lugar                        | Medalla           | Competición      |
| ------------------ | ---------------------------- | ----------------- | ---------------- |
| 2024               | París (Francia)              | Medalla de oro    | Carrera          |
| Campeonato Mundial |                              |                   |                  |
| Año                | Lugar                        | Medalla           | Competición      |
| 2010               | Pietermaritzburg (Sudáfrica) | Medalla de bronce | Carrera          |
| 2011               | Copenhague (Dinamarca)       | Medalla de oro    | Carrera          |
| 2012               | Birmingham (Reino Unido)     | Medalla de plata  | Carrera          |
| 2013               | Auckland (Nueva Zelanda)     | Medalla de plata  | Contrarreloj     |
| 2014               | Róterdam (Países Bajos)      | Medalla de bronce | Contrarreloj     |
| 2015               | Zolder (Bélgica)             | Medalla de oro    | Contrarreloj     |
| 2016               | Medellín (Colombia)          | Medalla de oro    | Carrera          |
| 2017               | Rock Hill (Estados Unidos)   | Medalla de bronce | Carrera          |
| 2018               | Bakú (Azerbaiyán)            | Medalla de plata  | Carrera          |
| 2022               | Nantes (Francia)             | Medalla de bronce | Carrera          |
| 2023               | Glasgow (Reino Unido)        | Medalla de bronce | Carrera          |
| 2024               | Rock Hill (Estados Unidos)   | Medalla de oro    | Carrera          |
| Juegos Europeos    |                              |                   |                  |
| Año                | Lugar                        | Medalla           | Competición      |
| 2015               | Bakú (Azerbaiyán)            | Medalla de oro    | Carrera          |
| Campeonato Europeo |                              |                   |                  |
| Año                | Lugar                        | Medalla           | Competición      |
| 2011               | Haaksbergen (Países Bajos)   | Medalla de oro    | Carrera          |
| 2017               | Burdeos (Francia)            | Medalla de oro    | Carrera          |